# Лейтон, Тедди
Джон Э́двард Ле́йтон (англ. John Edward Leighton), также известный как Те́дди Ле́йтон (англ. Teddy Leighton; 26 марта 1865 — 15 апреля 1944) — английский футболист, хавбек. Выступал за футбольные клубы «Ноттингем Форест» и «Коринтиан», а также за национальную сборную Англии.

## Футбольная карьера
Уроженец Ноттингема (приход Сент-Мэрис), Лейтон начал играть в футбол за юношеские команды Ноттингема, после чего присоединился к клубу «Ноттингем Форест» в 1884 году. На тот момент регулярного чемпионата ещё не существовало, поэтому клубы проводили кубковые и товарищеские матчи. 21 ноября 1885 года Лейтон забил гол в матче второго раунда Кубка Англии против «Ноттс Олимпик». В ноябре следующего года вновь забил в матче второго раунда Кубка Англии против клуба «Гримсби Таун», а год спустя вновь забил во втором раунде Кубка Англии в матче против «Меллорз».
13 марта 1886 года провёл свой единственный матч за сборную Англии, выйдя на позиции правого крайнего нападающего в игре Домашнего чемпионата против сборной Ирландии на стадионе «Баллинафей Парк» в Белфасте; матч завершился завершился разгромной победой англичан со счётом 6:1.
Также выступал за любительский клуб «Коринтиан», сыграв за него семь матчей с 1885 по 1889 год.

## Достижения
Сборная Англии
- Победитель Домашнего чемпионата Великобритании: 1886 (разделённая победа)

## Вне футбола
Занимался оптовой торговлей канцелярскими товарами и бумагой в Ноттингеме.
Был болельщиком клуба «Ноттингем Форест» и посещал почти все матчи клуба. Умер во время просмотра матча между «Ноттингем Форест» и «Нортгемптон Таун» на стадионе «Сити Граунд» в апреле 1944 года.